# 在亚历山大面前的大流士家族
《在亚历山大面前的大流士家族》是保罗·委罗内塞的一幅布面油画，绘制于1565年–1570年。这是一个罕见的题材，畫作關於前333年，亚历山大大帝宽恕被他俘虏的波斯国王大流士三世的家人，包括妻子、母亲和女儿。这幅画自1857年以来一直藏于伦敦国家美术馆。
约翰·沃尔夫冈·冯·歌德在1786年访问威尼斯，这是他提到的唯一一幅画。